# Сасаки, Такая
Такая Сасаки (яп. 佐々木貴也; род. 19 октября 2002) — японский футболист, нападающий клуба «Джаз».

## Карьера

### «Метта»
Воспитанник футбольной академии клуба «Виссел Кобе». В начале 2023 года выступал за латвийский клуб «Марупе». В июле 2023 года футболист перешёл в клуб «Метта». Дебютировал за клуб 10 июля 2023 года в матче против клуба «Даугавпилс», выйдя на замену на 67 минуте. Дебютный гол забил в матче Кубка Латвии 16 июля 2023 года против клуба «Лиепая», затем вылетев с розыгрыша турнира, уступив в серии пенальти. В конце августа 2023 года футболист выбыл из распоряжения клуба. Закончил сезон на предпоследнем итоговом месте в чемпионате в зоне переходных матчей. По итогу стыковых матчей, в которых футболист не принимал участие, сохранили прописку в чемпионате. По окончании срока действия контракта футболист покинул клуб.

### «Джаз»
В марте 2024 года футболист на правах свободного агента стал игроком финского клуба «Джаз», подписав контракт до конца сезона. Дебютировал за клуб футболист 13 апреля 2024 года в матче против клуба «Клуби 04», выйдя на поле в стартовом составе. Первыми результативными действиями за клуб футболист отличился 17 апреля 2024 года в матче Кубка Финляндии против клуба ВГ-62, оформив дубль из голевых передач.